# Кузьменки (Перемышльский район)
Кузьменки — деревня в Перемышльском районе Калужской области. Входит в сельское поселение деревня Григоровское.

## География
Расположена на берегу реки Свободи, примерно в 28 километрах на северо-восток от районного центра — села Перемышль. Рядом деревни Никитинка и Митинка.

## Население
| 2002 | 2010 |
| ---- | ---- |
| 4    | ↘2   |

## История
На «топографической карте Штейна 1879 года» обозначается как деревня Кузьменки на границе Лихвинского и Перемышльского уездов.
К 1914 году Кузьменки (Самоторкины дворы) — деревня Желовской волости Перемышльского уезда Калужской губернии. В 1913 году население — 64 человека.
В годы Великой Отечественной войны деревня была оккупирована войсками Нацистской Германии с начала октября по конец декабря 1941 года. Освобождена в ходе Калужской наступательной операции частями 50-й армии генерал-лейтенанта И. В. Болдина.